# Дневни аваз
Дневни аваз су дневне новине у Босни и Херцеговини основане 1995. године у Сарајеву. Тренутно су најтраженије новине у Босни и Херцеговини. Тираж новина у 2005. години износио је око 90.000 примерака. Веб-портал avaz.ba је међу најпосећенијим онлајн порталима у Босни и Херцеговини.
Компанија Аваз је основана 20. октобра 1991. године. Новине су настале за време рата у БиХ, 15. септембра 1993. године, као месечник под називом Бошњачки аваз. Од 1994. почињу излазити као недељник под називом Аваз, и то истовремено у БиХ и у Немачкој. Дана 2. октобра 1995. постале су дневник и добиле свој данашњи назив, захваљујући Фахрудину Радончићу (бизнисмен и политичар СББ-а, данашњи власник компаније „Аваз-рото прес” која управља новинама као највећи медиј у БиХ; компанија је тада основана као издавачко предузеће имена „НИК Аваз”). Убрзо је Дневни аваз постао најтраженији дневни лист у БиХ, истиснувши свог главног конкурента — сарајевско Ослобођење.
Новине имају релативне про-бошњачке и про-босанскохерцеговачке погледе (десни центар).
Споредна издања су Азра, Експрес, Бебе и маме, Noob, Ваша кухарица, Здравље у кући, Спорт, Digital (смртовнице, мали огласи и сл.)...
Године 2008. у Сарајеву је подигнут небодер Аваз твист тауер, висок 172 м, који служи као седиште редакције.
Дана 20. априла 2023. године одштампано је јубиларно 10000. издање.

## Спољашне везе
- Званични веб-сајт